# Старый город (Шарм-эш-Шейх)

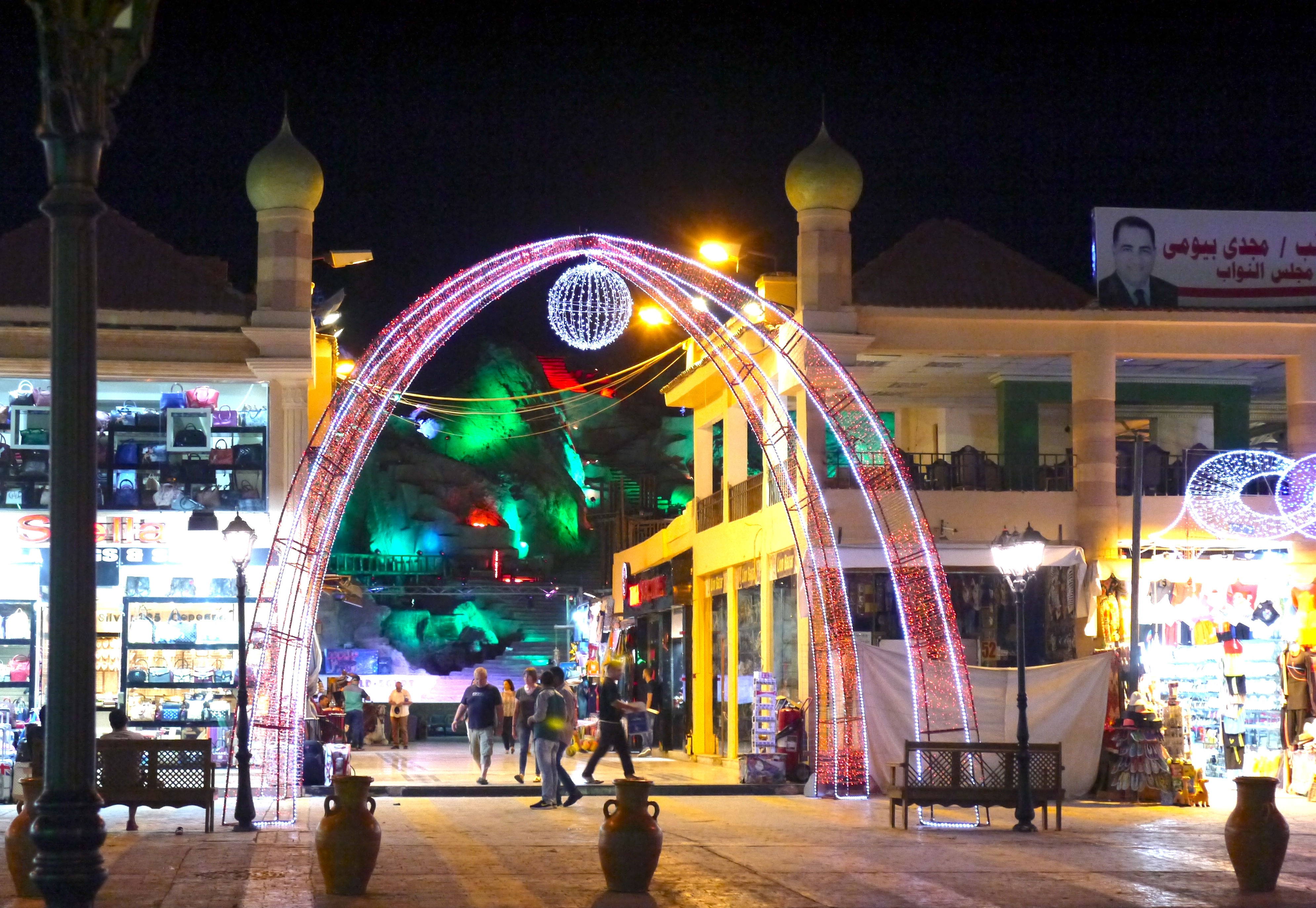
Вход к водопаду

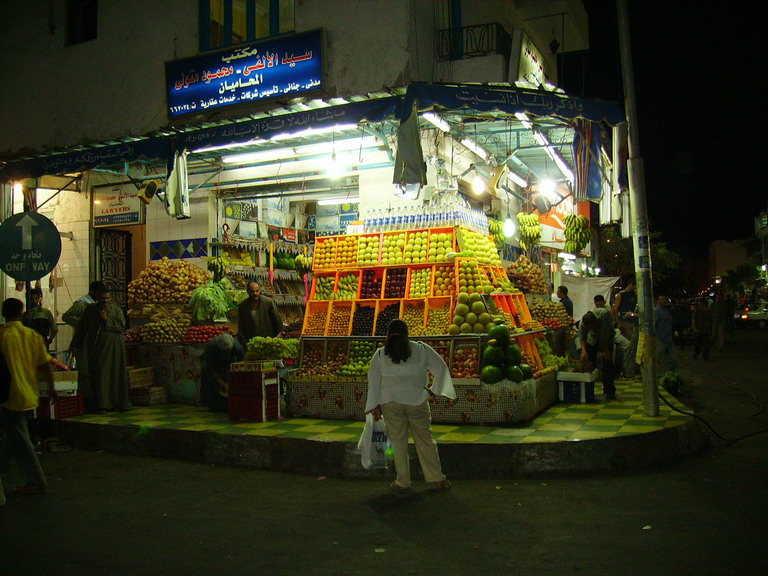
Рынок Old Market — одно из популярных мест шоппинга среди туристов

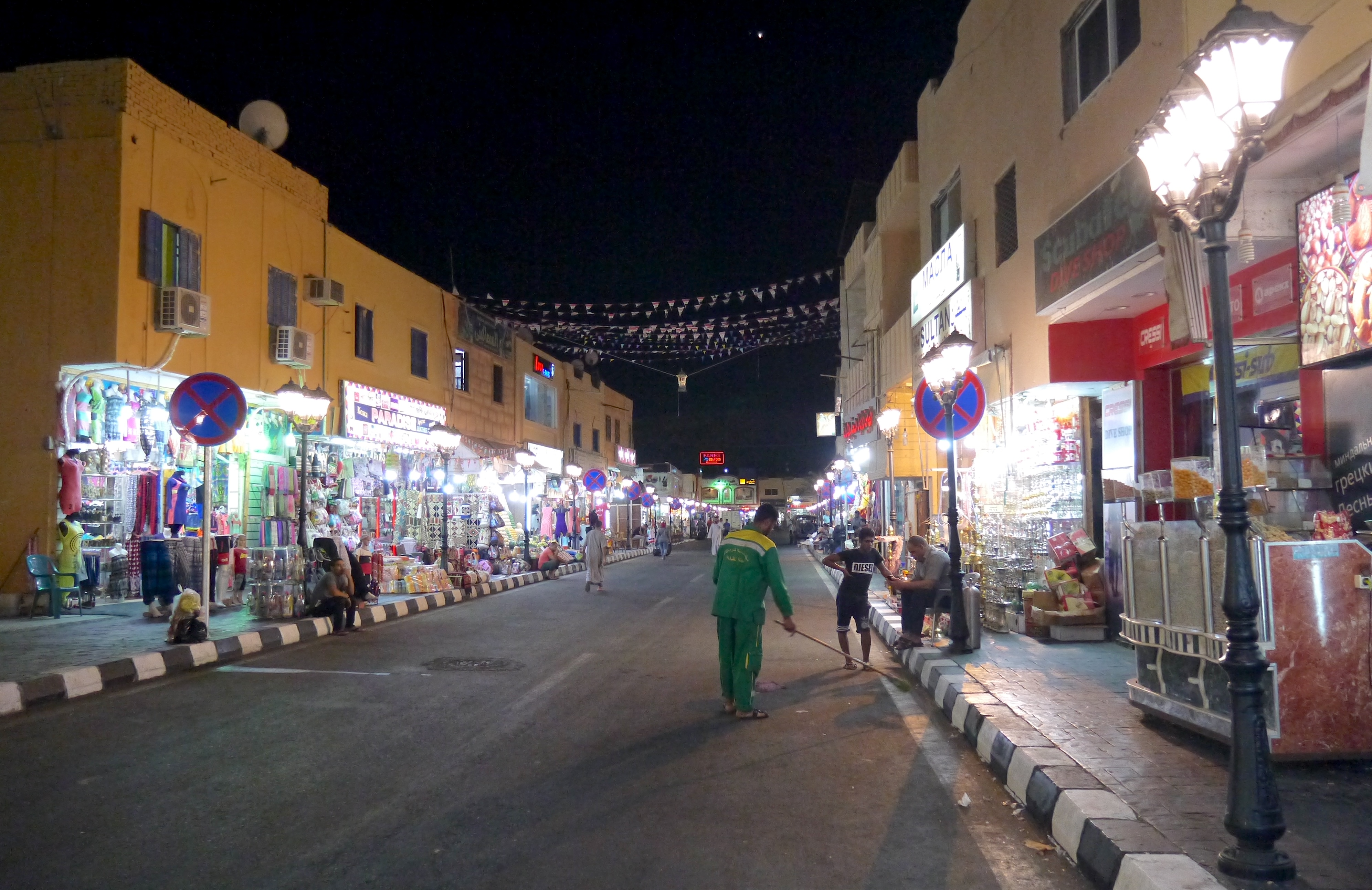
Улочка Старого города

Исторически (как и следует из названия) — один из самых старых районов города Шарм-эш-Шейх.

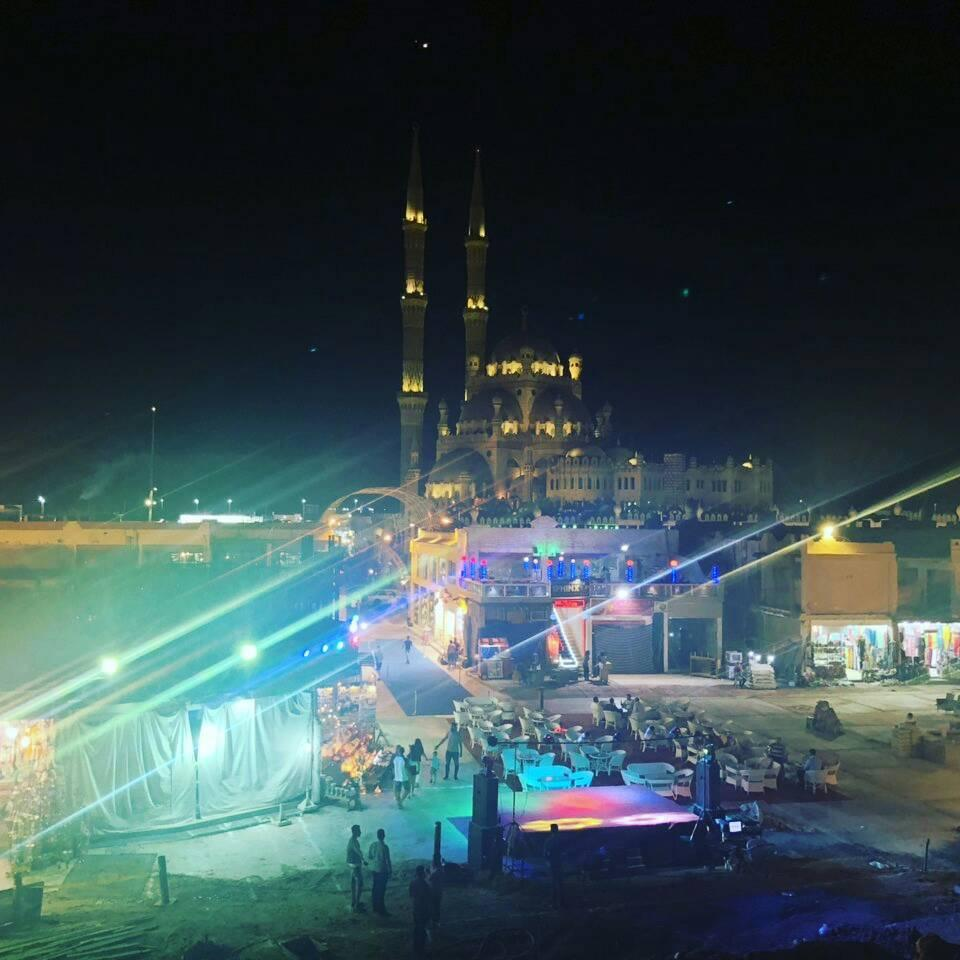

## Географическое положение
Находится на его юго-западной окраине Шарм-эш-Шейха, в районе бухты Шарм-эль-Майя.
В районе старого города находятся порт и выезд на трассу общегосударственного значения с пограничным контролем.

## Общественно значимые объекты
Старый город имеет непосредственный выход к морю (бухта Шарм-эль-Майя), множество частных (private beach) и общественных (public beach) пляжей, на территории Старого города расположены некоторые отели, кроме того — в сторону порта (место стоянки большинства яхт в Шарм-эш-Шейхе) ведётся плановое строительство новых объектов.
В 2017 году состоялось открытие мечети Аль-Сахаба, второй по величине в Шарм-эш-Шейхе.
В Старом городе, помимо отелей и пляжей, расположен известный всем, кто хотя бы раз побывал на этом курорте, большой восточный базар Old Market. Как и везде в городе — множество ресторанов, магазинов, развлекательных комплексов. Жизнь в Старом городе не останавливается ни днём, ни ночью.
Два входа в базар устроены в виде крупных ворот в древнеегипетском стиле с рисунками на соответствующие темы. Над базаром, с направления от района Хадаба, возвышается популярная среди туристов, имеющая водопады, горные тропы и вечернюю подсветку, каменная скала.
Рядом со Старым городом находится большой ботанический сад (магазин-питомник), от которого берёт начало центральная улица Peace Road, соединяющая между собой всё побережье Шарм-эш-Шейха.
Помимо туристических объектов — парк, автостанция, офис тайной полиции.
Почти все вывески продублированы на русском языке, на котором также немного изъясняется персонал торговых, общепитовских и туристических точек. В ряде небольших магазинов и точек на рынке принимают российские рубли.